# Carl Henrik Petersén
Carl Henrik Gustaf Petersén, född 15 maj 1914 i Stockholm, död 9 augusti 1976, var en svensk diplomat.

## Biografi
Petersén var son till överstelöjtnant Carl Petersén och Esther Warodell. Han tog kansliexamen i Stockholm 1937 och diplomerades från Handelshögskolan i Stockholm 1939 innan han blev attaché vid Utrikesdepartementet (UD) samma år. Petersén tjänstgjorde i London 1940, vid UD 1943 och var andre legationssekreterare i Mexiko 1944. Han var förste sekreterare vid UD 1948, tillförordnad chargé d’affaires i Mexiko 1953 och beskickningsråd i Helsingfors 1954. Petersén var därefter ambassadråd i Buenos Aires 1958-1962, sändebud i Lima och La Paz 1962-1966 och generalkonsul i San Francisco 1966-1972.
Han gifte sig 1943 med Ingeborg Hörnell (född 1918), dotter till professor Per Hörnell och Jenny Larsson. Han var far till Carl-Gustaf (född 1944), Elisabeth (född 1945) och Jenny (född 1952). Petersén avled den 9 augusti 1976 och gravsattes den 25 augusti 1976 på Lidingö kyrkogård.

## Utmärkelser
Peterséns utmärkelser:
- Riddare av Nordstjärneorden (RNO)[4]
- Kommendör av Finlands Lejons orden (KFinlLO)[1]
- Kommendör av Mexikanska Örnorden (KMexÖO)[1]